# Sancy-lès-Provins
Sancy-lès-Provins è un comune francese di 325 abitanti situato nel dipartimento di Senna e Marna nella regione dell'Île-de-France.

## Società

### Evoluzione demografica
Abitanti censiti